# Streptospondylus
Genre
Espèce

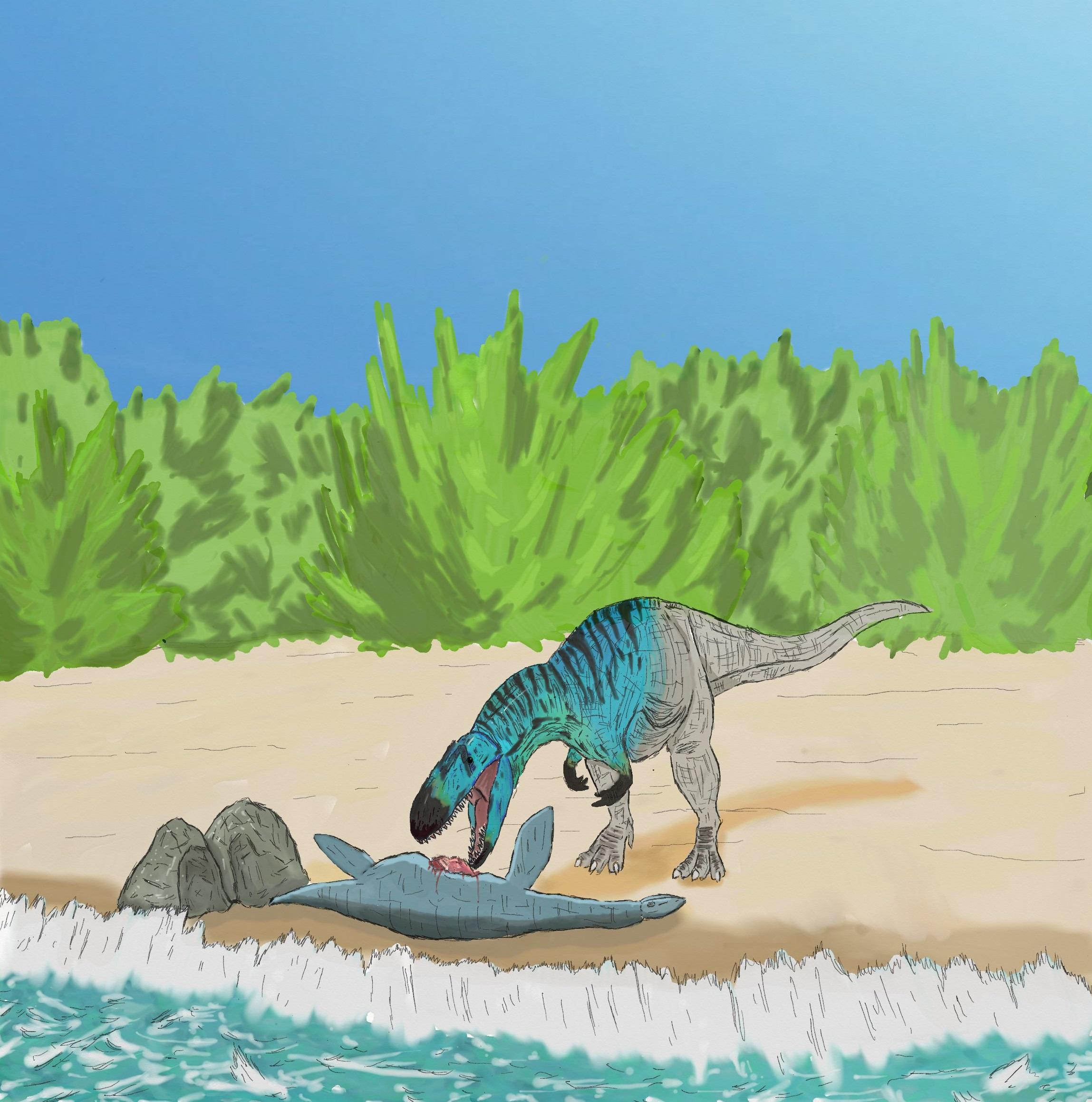
Reconstitution de Streptospondylus altdorfensis dans son habitat.

Streptospondylus (signifiant « vertèbre inversée ») est un genre de dinosaures théropodes du Jurassique retrouvé en France. L'espèce-type, Streptospondylus altdorfensis, a été décrite par Christian Erich Hermann von Meyer en 1832. Il s'agit du premier nom binomial référant à un théropode.
L'espèce-type est basée sur un holotype qui a varié au cours des années pour adopter, en 2001, une forme qui serait définitive.
Les lectotypes, MNHN 8605-09, 8787-89, 8793-94 et 8907, ont probablement été retrouvés dans des strates, datées de la fin du Callovien ou du début de l'Oxfordien, des falaises des Vaches Noires, près de Calvados. Ils sont constitués de plusieurs vertèbres, d'un pubis gauche et de fragments de membres. La plus longue vertèbre fait 97 millimètres, ce qui indique un spécimen d'environ 7 mètres de longueur.
Streptospondylus serait un tétanurien. En 2001, le paléontologue français Ronan Allain a suggéré qu'il est proche d'Eustreptospondylus et que les deux genres, Streptospondylus et Eustreptospondylus, devraient être rangés dans le groupe des spinosauridés. En 2008 et 2010, Roger Benson conclut qu'il est soit un mégalosauridé, un allosauridé ou une forme plus primitive indéterminée en raison de la nature très fragmentaire des restes. Il formerait un groupe frère chez les Megalosauroidea avec Magnosaurus.

## Découverte
Streptospondylus est l'un des premiers dinosaures retrouvés et décrits. En 1778, l'abbé Charles Bacheley (1716-1795), naturaliste amateur normand, rapporta la présence d'ossements fossiles dans les marnes callovo-oxfordiennes qui affleurent au pied des falaises des Vaches-Noires entre Villers-sur-Mer et Houlgate,. Parmi ces fossiles se trouvaient des vertèbres de théropodes et des restes de crocodiliens marins. Bacheley les attribua à des « poissons », terme qui servait encore à cette époque à désigner, selon l’usage populaire, les cétacés. Bacheley n’excluait pas la possibilité que ces ossements pétrifiés pussent appartenir à des formes animales sans analogues vivants.
En l’an VI (1797–1798), après la mort de Bacheley, l’administration du département de la Seine-Inférieure fit l’acquisition de son cabinet d’histoire naturelle qui fut déposé à l'École centrale de Rouen. Louis-Benoît Guersent (1777–1848) qui occupait alors la chaire d'histoire naturelle de cette école informa Georges Cuvier de la présence de ces ossements remarquables. Avec l’accord du préfet, Jacques Claude Beugnot, les fossiles de la collection Bacheley furent envoyés au Muséum national d'histoire naturelle de Paris. En 1800, la collection fut brièvement mentionnée par Georges Cuvier qui orthographia le nom de son ancien propriétaire "Bachelet". Cette erreur explique pourquoi pendant plus de deux siècles l'identité de l'abbé Bacheley est restée obscure jusqu'à des recherches historiques publiées en 2016 ,.
En 1808, Cuvier décrit scientifiquement les vertèbres et croit qu'elles appartiennent à une sorte de crocodile. Il les associe aux Teleosauridae et Metriorhynchidae. En 1822, à l'aide des travaux de Henry De la Beche, Cuvier commence à comprendre que les restes sont très disparates et proviennent de périodes différentes. En 1824, il conclut qu'ils appartiennent à deux principaux types, mais s'abstient de les nommer. En conséquence, en 1825, Étienne Geoffroy Saint-Hilaire nomme le genre Steneosaurus à partir de deux crânes, le premier spécimen (MNHN 8900) devenant Steneosaurus rostromajor et le second (MNHN 8902), S. rostrominor.
Cependant, en 1832, le paléontologue allemand Christian Erich Hermann von Meyer divise le matériel. Steneosaurus rostrominor est renommé Metriorhynchus geoffroyii alors que Steneosaurus rostromajor devient Streptospondylus altdorfensis. Les restes de théropode sont associés à cette dernière. Le nom générique est tiré du grec στρεπτος/streptos (« inversé ») et σπονδυλος/spondylos (« vertèbre »), une référence au fait que les vertèbres diffèrent de celles des crocodiles en étant convexes en avant et concaves en arrière (opisthocèle). Le nom spécifique fait référence à Altdorf, où d'autres restes de Teleosauridae ont été retrouvés.
En 1842, Richard Owen souligne que von Meyer aurait fait une erreur en changeant le nom spécifique original. Il crée alors le nom Streptospondylus rostromajor pour Streptospondylus altdorfensis. Il crée également une deuxième espèce, Streptospondylus cuvieri, basée sur une vertèbre endommagée datée du Bathonien et retrouvée près de Chipping Norton.
En 1964, Alick Donald Walker réfère tout le matériel appartenant au théropode à une nouvelle espèce, Eustreptospondylus divesensis (voir Eustreptospondylus). En 1977, Philippe Taquet crée le genre Piveteausaurus pour cette espèce.
En 2001, Ronan Allain conclut qu'aucune connexion ne peut être faite entre Piveteausaurus et les autres restes de Normandie. Il souligne que le crâne sur lequel von Meyer a basé Streptospondylus altdorfensis est en fait constitué d'os de deux espèces : Steneosaurus edwardsi (Deslongchamps, 1866) et Metriorynchus superciliosum (Blainville, 1853). Allain réordonne les fossiles et Streptospondylus altdorfensis devient l'espèce-type d'un théropode, faisant de Laelaps gallicus et Megalosaurus cuvieri des synonymes.
En 2010, Gregory S. Paul renomme Magnosaurus en Streptospondylus nethercombensis.

## Phylogénie
Auparavant attribué aux groupes de crocodiliens, Streptospondylus était au XXe siècle typiquement classé parmi les Megalosauridae.
Des analyses récentes indiquent que Streptospondylus est un théropode Tetanurae. Allain en 2001 a suggéré qu'il était étroitement lié à Eustreptospondylus chez les Spinosauroidea. Roger Benson en 2008 et 2010 a conclu que le fait qu'il s'agisse d'un mégalosauridé, d'un allosauridé ou d'une forme plus primitive ne peut être déterminé en raison de ses restes extrêmement fragmentaires.  Une analyse cladistique ultérieure effectuée par Benson et ses collègues en 2010 a indiqué que le Streptospondylus était l'espèce sœur de Magnosaurus au sein des Megalosauridae. Carrano et al. (2012) ont placé Streptospondylus parmi les Megalosauria incertae sedis en raison de sa nature fragmentaire.
|  | Eustreptospondylus |
|  |                    |

|  | Duriavenator                                                 |
|  |                                                              |
|  | \| \| Megalosaurus \| \| \| \| \| \| Torvosaurus \| \| \| \| |
|  |                                                              |
|  | Megalosaurus                                                 |
|  |                                                              |
|  | Torvosaurus                                                  |
|  |                                                              |

|  | Megalosaurus |
|  |              |
|  | Torvosaurus  |
|  |              |

|  | Dubreuillosaurus |
|  |                  |
|  | Magnosaurus      |
|  |                  |

|  | Leshansaurus   |
|  |                |
|  | Piveteausaurus |
|  |                |

|  | Dubreuillosaurus |
|  |                  |
|  | Magnosaurus      |
|  |                  |

|  | Leshansaurus   |
|  |                |
|  | Piveteausaurus |
|  |                |

|  | Duriavenator                                                 |
|  |                                                              |
|  | \| \| Megalosaurus \| \| \| \| \| \| Torvosaurus \| \| \| \| |
|  |                                                              |
|  | Megalosaurus                                                 |
|  |                                                              |
|  | Torvosaurus                                                  |
|  |                                                              |

|  | Megalosaurus |
|  |              |
|  | Torvosaurus  |
|  |              |

|  | Dubreuillosaurus |
|  |                  |
|  | Magnosaurus      |
|  |                  |

|  | Leshansaurus   |
|  |                |
|  | Piveteausaurus |
|  |                |

|  | Dubreuillosaurus |
|  |                  |
|  | Magnosaurus      |
|  |                  |

|  | Leshansaurus   |
|  |                |
|  | Piveteausaurus |
|  |                |

|  | Eustreptospondylus |
|  |                    |

|  | Duriavenator                                                 |
|  |                                                              |
|  | \| \| Megalosaurus \| \| \| \| \| \| Torvosaurus \| \| \| \| |
|  |                                                              |
|  | Megalosaurus                                                 |
|  |                                                              |
|  | Torvosaurus                                                  |
|  |                                                              |

|  | Megalosaurus |
|  |              |
|  | Torvosaurus  |
|  |              |

|  | Dubreuillosaurus |
|  |                  |
|  | Magnosaurus      |
|  |                  |

|  | Leshansaurus   |
|  |                |
|  | Piveteausaurus |
|  |                |

|  | Dubreuillosaurus |
|  |                  |
|  | Magnosaurus      |
|  |                  |

|  | Leshansaurus   |
|  |                |
|  | Piveteausaurus |
|  |                |

|  | Duriavenator                                                 |
|  |                                                              |
|  | \| \| Megalosaurus \| \| \| \| \| \| Torvosaurus \| \| \| \| |
|  |                                                              |
|  | Megalosaurus                                                 |
|  |                                                              |
|  | Torvosaurus                                                  |
|  |                                                              |

|  | Megalosaurus |
|  |              |
|  | Torvosaurus  |
|  |              |

|  | Dubreuillosaurus |
|  |                  |
|  | Magnosaurus      |
|  |                  |

|  | Leshansaurus   |
|  |                |
|  | Piveteausaurus |
|  |                |

|  | Dubreuillosaurus |
|  |                  |
|  | Magnosaurus      |
|  |                  |

|  | Leshansaurus   |
|  |                |
|  | Piveteausaurus |
|  |                |

|  | Eustreptospondylus |
|  |                    |

|  | Duriavenator                                                 |
|  |                                                              |
|  | \| \| Megalosaurus \| \| \| \| \| \| Torvosaurus \| \| \| \| |
|  |                                                              |
|  | Megalosaurus                                                 |
|  |                                                              |
|  | Torvosaurus                                                  |
|  |                                                              |

|  | Megalosaurus |
|  |              |
|  | Torvosaurus  |
|  |              |

|  | Dubreuillosaurus |
|  |                  |
|  | Magnosaurus      |
|  |                  |

|  | Leshansaurus   |
|  |                |
|  | Piveteausaurus |
|  |                |

|  | Dubreuillosaurus |
|  |                  |
|  | Magnosaurus      |
|  |                  |

|  | Leshansaurus   |
|  |                |
|  | Piveteausaurus |
|  |                |

|  | Duriavenator                                                 |
|  |                                                              |
|  | \| \| Megalosaurus \| \| \| \| \| \| Torvosaurus \| \| \| \| |
|  |                                                              |
|  | Megalosaurus                                                 |
|  |                                                              |
|  | Torvosaurus                                                  |
|  |                                                              |

|  | Megalosaurus |
|  |              |
|  | Torvosaurus  |
|  |              |

|  | Dubreuillosaurus |
|  |                  |
|  | Magnosaurus      |
|  |                  |

|  | Leshansaurus   |
|  |                |
|  | Piveteausaurus |
|  |                |

|  | Dubreuillosaurus |
|  |                  |
|  | Magnosaurus      |
|  |                  |

|  | Leshansaurus   |
|  |                |
|  | Piveteausaurus |
|  |                |

|  | Eustreptospondylus |
|  |                    |

|  | Duriavenator                                                 |
|  |                                                              |
|  | \| \| Megalosaurus \| \| \| \| \| \| Torvosaurus \| \| \| \| |
|  |                                                              |
|  | Megalosaurus                                                 |
|  |                                                              |
|  | Torvosaurus                                                  |
|  |                                                              |

|  | Megalosaurus |
|  |              |
|  | Torvosaurus  |
|  |              |

|  | Dubreuillosaurus |
|  |                  |
|  | Magnosaurus      |
|  |                  |

|  | Leshansaurus   |
|  |                |
|  | Piveteausaurus |
|  |                |

|  | Dubreuillosaurus |
|  |                  |
|  | Magnosaurus      |
|  |                  |

|  | Leshansaurus   |
|  |                |
|  | Piveteausaurus |
|  |                |

|  | Duriavenator                                                 |
|  |                                                              |
|  | \| \| Megalosaurus \| \| \| \| \| \| Torvosaurus \| \| \| \| |
|  |                                                              |
|  | Megalosaurus                                                 |
|  |                                                              |
|  | Torvosaurus                                                  |
|  |                                                              |

|  | Megalosaurus |
|  |              |
|  | Torvosaurus  |
|  |              |

|  | Dubreuillosaurus |
|  |                  |
|  | Magnosaurus      |
|  |                  |

|  | Leshansaurus   |
|  |                |
|  | Piveteausaurus |
|  |                |

|  | Dubreuillosaurus |
|  |                  |
|  | Magnosaurus      |
|  |                  |

|  | Leshansaurus   |
|  |                |
|  | Piveteausaurus |
|  |                |

|  | Eustreptospondylus |
|  |                    |

|  | Duriavenator                                                 |
|  |                                                              |
|  | \| \| Megalosaurus \| \| \| \| \| \| Torvosaurus \| \| \| \| |
|  |                                                              |
|  | Megalosaurus                                                 |
|  |                                                              |
|  | Torvosaurus                                                  |
|  |                                                              |

|  | Megalosaurus |
|  |              |
|  | Torvosaurus  |
|  |              |

|  | Dubreuillosaurus |
|  |                  |
|  | Magnosaurus      |
|  |                  |

|  | Leshansaurus   |
|  |                |
|  | Piveteausaurus |
|  |                |

|  | Dubreuillosaurus |
|  |                  |
|  | Magnosaurus      |
|  |                  |

|  | Leshansaurus   |
|  |                |
|  | Piveteausaurus |
|  |                |

|  | Duriavenator                                                 |
|  |                                                              |
|  | \| \| Megalosaurus \| \| \| \| \| \| Torvosaurus \| \| \| \| |
|  |                                                              |
|  | Megalosaurus                                                 |
|  |                                                              |
|  | Torvosaurus                                                  |
|  |                                                              |

|  | Megalosaurus |
|  |              |
|  | Torvosaurus  |
|  |              |

|  | Dubreuillosaurus |
|  |                  |
|  | Magnosaurus      |
|  |                  |

|  | Leshansaurus   |
|  |                |
|  | Piveteausaurus |
|  |                |

|  | Dubreuillosaurus |
|  |                  |
|  | Magnosaurus      |
|  |                  |

|  | Leshansaurus   |
|  |                |
|  | Piveteausaurus |
|  |                |

|  | Eustreptospondylus |
|  |                    |

|  | Duriavenator                                                 |
|  |                                                              |
|  | \| \| Megalosaurus \| \| \| \| \| \| Torvosaurus \| \| \| \| |
|  |                                                              |
|  | Megalosaurus                                                 |
|  |                                                              |
|  | Torvosaurus                                                  |
|  |                                                              |

|  | Megalosaurus |
|  |              |
|  | Torvosaurus  |
|  |              |

|  | Dubreuillosaurus |
|  |                  |
|  | Magnosaurus      |
|  |                  |

|  | Leshansaurus   |
|  |                |
|  | Piveteausaurus |
|  |                |

|  | Dubreuillosaurus |
|  |                  |
|  | Magnosaurus      |
|  |                  |

|  | Leshansaurus   |
|  |                |
|  | Piveteausaurus |
|  |                |

|  | Duriavenator                                                 |
|  |                                                              |
|  | \| \| Megalosaurus \| \| \| \| \| \| Torvosaurus \| \| \| \| |
|  |                                                              |
|  | Megalosaurus                                                 |
|  |                                                              |
|  | Torvosaurus                                                  |
|  |                                                              |

|  | Megalosaurus |
|  |              |
|  | Torvosaurus  |
|  |              |

|  | Dubreuillosaurus |
|  |                  |
|  | Magnosaurus      |
|  |                  |

|  | Leshansaurus   |
|  |                |
|  | Piveteausaurus |
|  |                |

|  | Dubreuillosaurus |
|  |                  |
|  | Magnosaurus      |
|  |                  |

|  | Leshansaurus   |
|  |                |
|  | Piveteausaurus |
|  |                |

|  | Eustreptospondylus |
|  |                    |

|  | Duriavenator                                                 |
|  |                                                              |
|  | \| \| Megalosaurus \| \| \| \| \| \| Torvosaurus \| \| \| \| |
|  |                                                              |
|  | Megalosaurus                                                 |
|  |                                                              |
|  | Torvosaurus                                                  |
|  |                                                              |

|  | Megalosaurus |
|  |              |
|  | Torvosaurus  |
|  |              |

|  | Dubreuillosaurus |
|  |                  |
|  | Magnosaurus      |
|  |                  |

|  | Leshansaurus   |
|  |                |
|  | Piveteausaurus |
|  |                |

|  | Dubreuillosaurus |
|  |                  |
|  | Magnosaurus      |
|  |                  |

|  | Leshansaurus   |
|  |                |
|  | Piveteausaurus |
|  |                |

|  | Duriavenator                                                 |
|  |                                                              |
|  | \| \| Megalosaurus \| \| \| \| \| \| Torvosaurus \| \| \| \| |
|  |                                                              |
|  | Megalosaurus                                                 |
|  |                                                              |
|  | Torvosaurus                                                  |
|  |                                                              |

|  | Megalosaurus |
|  |              |
|  | Torvosaurus  |
|  |              |

|  | Dubreuillosaurus |
|  |                  |
|  | Magnosaurus      |
|  |                  |

|  | Leshansaurus   |
|  |                |
|  | Piveteausaurus |
|  |                |

|  | Dubreuillosaurus |
|  |                  |
|  | Magnosaurus      |
|  |                  |

|  | Leshansaurus   |
|  |                |
|  | Piveteausaurus |
|  |                |

|  | Eustreptospondylus |
|  |                    |

|  | Duriavenator                                                 |
|  |                                                              |
|  | \| \| Megalosaurus \| \| \| \| \| \| Torvosaurus \| \| \| \| |
|  |                                                              |
|  | Megalosaurus                                                 |
|  |                                                              |
|  | Torvosaurus                                                  |
|  |                                                              |

|  | Megalosaurus |
|  |              |
|  | Torvosaurus  |
|  |              |

|  | Dubreuillosaurus |
|  |                  |
|  | Magnosaurus      |
|  |                  |

|  | Leshansaurus   |
|  |                |
|  | Piveteausaurus |
|  |                |

|  | Dubreuillosaurus |
|  |                  |
|  | Magnosaurus      |
|  |                  |

|  | Leshansaurus   |
|  |                |
|  | Piveteausaurus |
|  |                |

|  | Duriavenator                                                 |
|  |                                                              |
|  | \| \| Megalosaurus \| \| \| \| \| \| Torvosaurus \| \| \| \| |
|  |                                                              |
|  | Megalosaurus                                                 |
|  |                                                              |
|  | Torvosaurus                                                  |
|  |                                                              |

|  | Megalosaurus |
|  |              |
|  | Torvosaurus  |
|  |              |

|  | Dubreuillosaurus |
|  |                  |
|  | Magnosaurus      |
|  |                  |

|  | Leshansaurus   |
|  |                |
|  | Piveteausaurus |
|  |                |

|  | Dubreuillosaurus |
|  |                  |
|  | Magnosaurus      |
|  |                  |

|  | Leshansaurus   |
|  |                |
|  | Piveteausaurus |
|  |                |